# (16481) Thames
(16481) Thames ist ein Asteroid des äußeren Hauptgürtels. Er wurde am 16. August 1990 von dem belgischen Astronomen Eric Walter Elst am La-Silla-Observatorium der Europäischen Südsternwarte in Chile (IAU-Code 809) entdeckt.
Der mittlere Durchmesser des Asteroiden wurde mit 12,731 (±0,170) km bestimmt. Mit einer Albedo von 0,063 (±0,007) hat (16481) Thames eine dunkle Oberfläche.
Der Asteroid wurde am 12. März 2017 nach dem südenglischen Fluss Themse benannt.